# Taylor McKeown
Taylor McKeown (Redcliffe, 17 de marzo de 1995) es una deportista australiana que compite en natación. Su hermana Kaylee compite en el mismo deporte.
Participó en los Juegos Olímpicos de Río de Janeiro 2016, obteniendo una medalla de plata en la prueba de 4 × 100 m estilos.
Ganó dos medallas de bronce en el Campeonato Mundial de Natación, en los años 2015 y 2017, y una medalla de bronce en el Campeonato Pan-Pacífico de Natación de 2014.

## Palmarés internacional
| Juegos Olímpicos        | Juegos Olímpicos        | Juegos Olímpicos  | Juegos Olímpicos  |
| Año                     | Lugar                   | Medalla           | Prueba            |
| ----------------------- | ----------------------- | ----------------- | ----------------- |
| 2016                    | Río de Janeiro (Brasil) | Medalla de plata  | 4 × 100 m estilos |
| Campeonato Mundial      |                         |                   |                   |
| Año                     | Lugar                   | Medalla           | Prueba            |
| 2015                    | Kazán (Rusia)           | Medalla de bronce | 4 × 100 m estilos |
| 2017                    | Budapest (Hungría)      | Medalla de bronce | 4 × 100 m estilos |
| Campeonato Pan-Pacífico |                         |                   |                   |
| Año                     | Lugar                   | Medalla           | Prueba            |
| 2014                    | Gold Coast (Australia)  | Medalla de bronce | 200 m braza       |